# Nordwest Handel
Die NORDWEST Handel Aktiengesellschaft mit Sitz in Dortmund ist eine Einkaufsgemeinschaft für mittelständische Händler.
Das Unternehmen ist in den Bereichen Haustechnik, Stahl, Werkzeuge, Industriebedarf und Baubeschläge bzw. Bauelemente tätig. Nordwest übernimmt im Rahmen der Zentralregulierung die Delkredere-Haftung gegenüber den Lieferanten für die Verbindlichkeiten seiner Anschlusshäuser.
Die Nordwest Handel AG wurde 1919 als Einkaufsverbund Nordwest GmbH in Bremen gegründet. 1945 zog es als Nordwest Eisen- und Metallwaren eGmbH von Bremen nach Hagen. 1992 folgte die Umfirmierung der Nordwest Eisen- und Metallwaren e.G. in eine Aktiengesellschaft mit vinkulierten Namensaktien. Nach der Entvinkulierung 1998 folgte 1999 die Notierung des Unternehmens an der Düsseldorfer Börse.
2005 wurde das hauseigene Lager von Nordwest in das Zentrallager der Rhenus SE & Co. KG nach Gießen verlegt. 2011 wurde das 1974 eröffnete Hochregallager an der Zentrale abgerissen.
2014 wurde ein Geschäftsvolumen von 2.030,4 Mio. EUR erzielt. Das Geschäftsvolumen umfasst Umsätze des Zentralregulierungs-, des Strecken- und Lagergeschäfts.
2016 gab das Unternehmen den Stammsitz in Hagen auf und zog nach Dortmund in den Bereich Phoenix-West. Die seit 1945 genutzte Immobilie in Hagen-Haspe wurde zum Januar 2016 an DB Schenker verkauft.

## Besitzverhältnisse
| 3,05 %  | Feldtmann Familienholding GmbH       |
| 50,03 % | Dr. Helmut Rothenberger Holding GmbH |
| 46,92 % | Streubesitz                          |